# Henri Gosselin
Pour l’article homonyme, voir Gosselin.
Henri A. Gosselin (né le 6 décembre 1891 et mort le 27 janvier 1952) fut un agriculteur, télégraphiste et homme politique fédéral, provincial et municipal du Québec.

## Biographie
Né à Lee dans le Massachusetts aux États-Unis, il étudia à Lawrenceville et au Collège de Sherbrooke. De 1924 à 1927, l fut conseiller de Farnham et maire de Lawrenceville en 1927 et maire de Farnham de 1932 à 1938.
Élu député du Parti libéral du Québec dans la circonscription provinciale de Missisquoi en 1939. Réélu en 1944, il sera défait en 1948 par l'unioniste et futur premier ministre Jean-Jacques Bertrand.
Élu député du Parti libéral du Canada dans la circonscription fédérale de Brome—Missisquoi en 1949, il est mort en fonction en 1952.